# Iniistius jacksonensis
Iniistius jacksonensis là một loài cá biển thuộc chi Iniistius trong họ Cá bàng chài. Loài cá này được mô tả lần đầu tiên vào năm 1881.

## Từ nguyên
Loài cá này được theo tên của nơi mà mẫu gốc được phát hiện, Port Jackson (bang New South Wales, Úc).

## Phạm vi phân bố và môi trường sống
I. jacksonensis có phạm vi phân bố tập trung ở Tây Nam Thái Bình Dương, và ít được biết đến ở Ấn Độ Dương. Đây là một loài đặc hữu của Úc, được tìm thấy từ đảo Fraser (Queensland) trải dài về phía nam đến Sydney (New South Wales), bao gồm bờ biển của đảo Lord Howe ở ngoài khơi; I. jacksonensis cũng đã được ghi nhận ở vùng biển phía tây bắc bang Tây Úc.
I. jacksonensis có thể sống trên nền đáy cát, đá vụn như những loài họ hàng cùng chi với nó.

## Mô tả
Chiều dài cơ thể tối đa được ghi nhận ở I. jacksonensis là 17,5 cm. Trán dốc và cứng chắc là điểm đặc trưng của hầu hết các loài thuộc chi Iniistius. Điều này giúp chúng có thể dễ dàng đào hang dưới cát bằng đầu của mình.